# Langtang

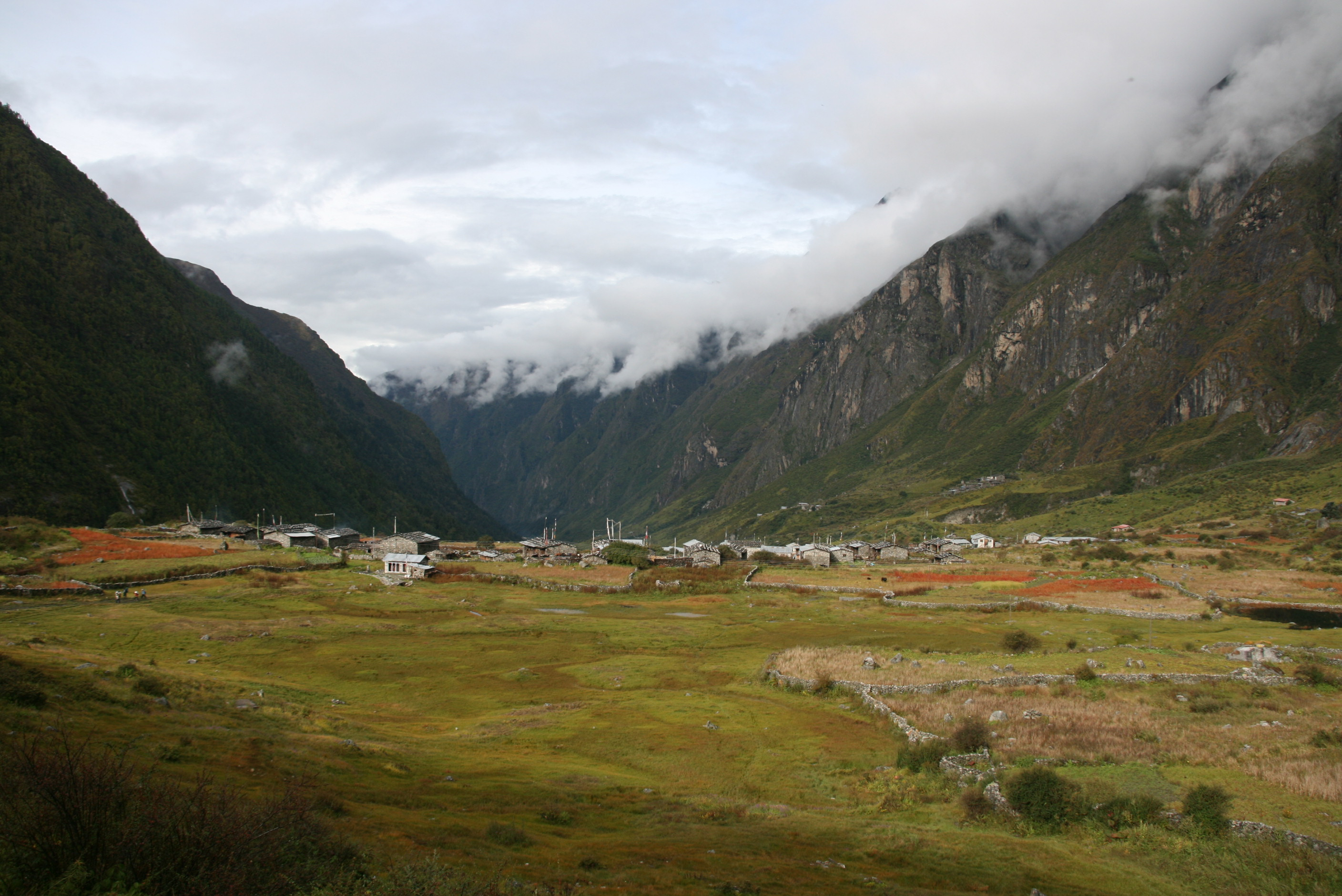
Aldeia em Langtang

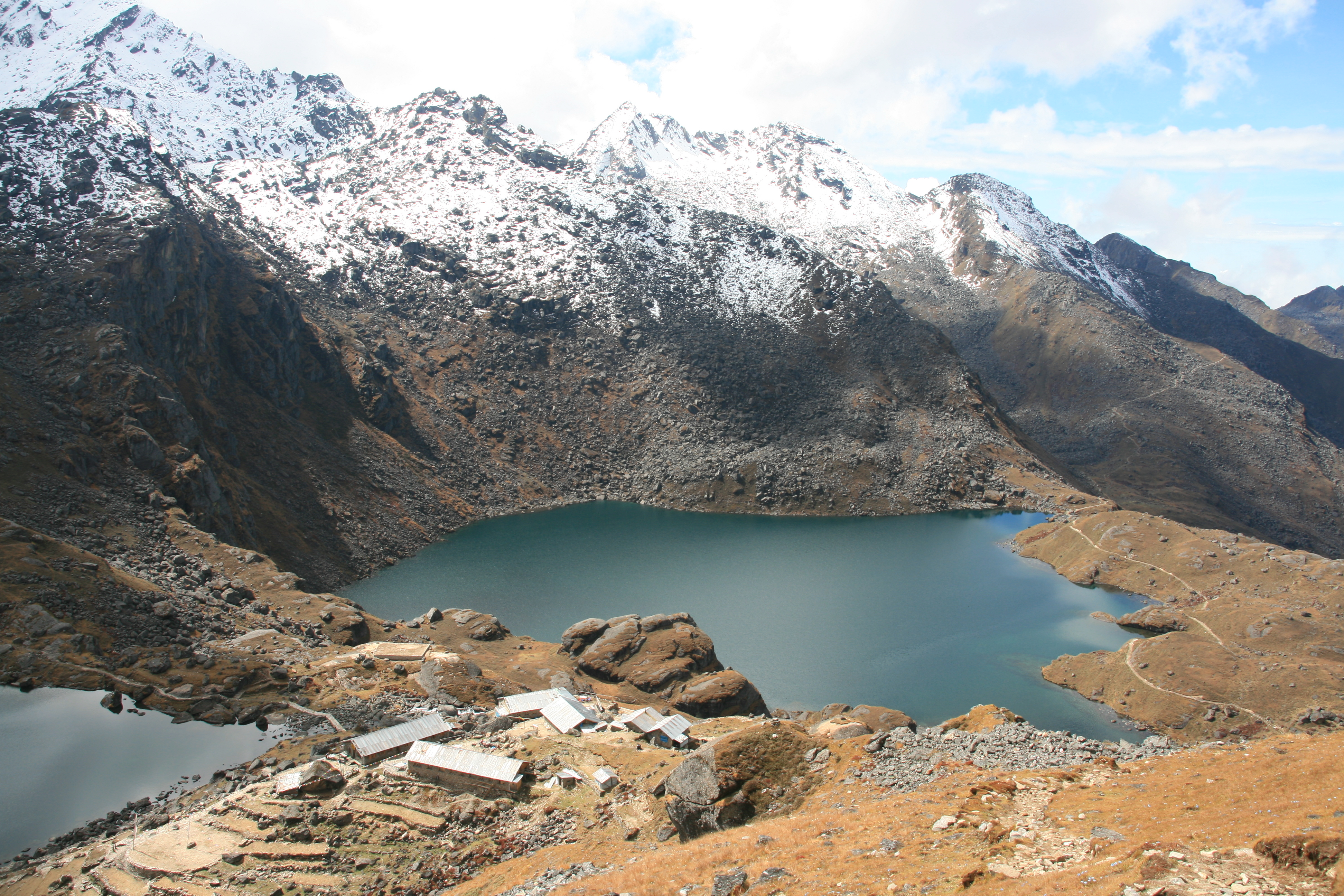
Lago Gosaikunda

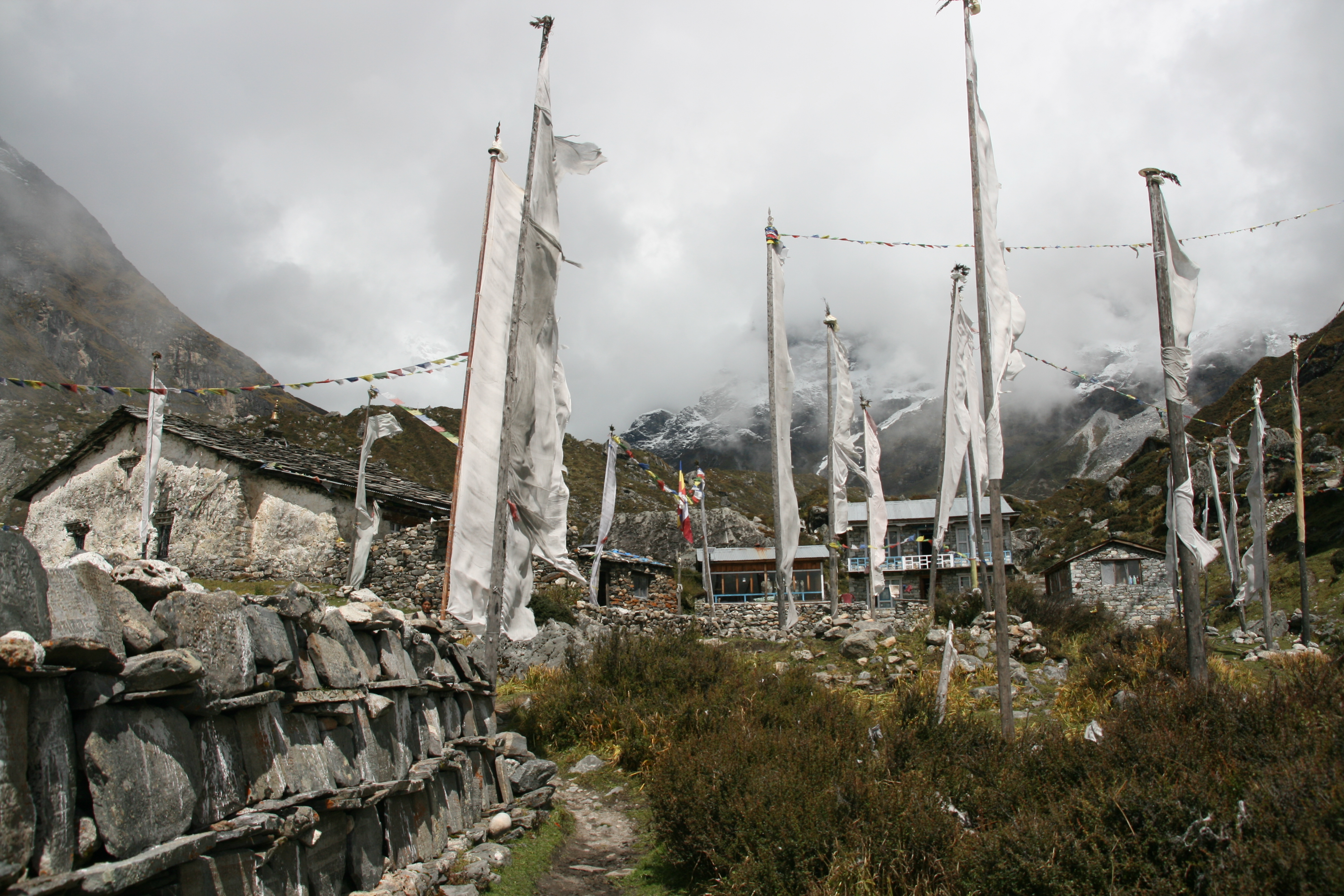
Mosteiro de Kyanjin

Langtang é uma região do Nepal a norte de Catmandu e que faz fronteira com o Tibete. Está protegida como parque nacional e inclui diversas montanhas de grande altitude, como o Langtang Lirung (7246m), pelo que é também o nome de uma cordilheira. Apresenta grande variabilidade de zonas climáticas, da subtropical à alpina. A maioria dos residentes da região é da etnia tamang.
Cerca de 4 500 pessoas vivem na zona, muitas das quais dependentes da madeira que extraem do Parque Nacional Langtang. Cerca de 25% do parque é coberto por floresta. As árvores incluem as caducas carvalho e bordo, e perenes como o pinheiro, além de vários tipos de rododendros. A vida animal inclui ursos-negros-do-Himalaia, o tahr-do-himalaia, semelhante a uma cabra, o macaco-rhesus e pandas-vermelhos. Há lendas de registos visuais de yetis.
O parque inclui os lagos Gosainkunda, sagrados para o hinduísmo, havendo peregrinações em agosto. Outro local espiritual é a gompa (mosteiro budista) de Kyanjin. 
Os turistas podem praticar trekking, montanhismo e rafting.